# Aert van den Bossche
Aert van den Bossche, zwany także Mistrzem Męczeństwa św. Kryspina i Kryspiniana – niderlandzki malarz czynny w Brukseli i w Brugii w końcu XV wieku.
Uznawany jest za autora obrazu Męczeństwa św. Kryspina i Kryspiniana. Środkowa część tryptyku znajduje się w Muzeum Pałacu Króla Jana III w Wilanowie, prawe zewnętrzne skrzydło w Muzeum Sztuk Pięknych im. Puszkina w Moskwie a prawe wewnętrzne w Muzeum Miasta Brukseli. Działał w Brugii, gdzie był członkiem Bractwa św. Łukasza.